# Milles (namn)
Milles är ett förnamn och ett efternamn. Förnamnet Milles kan härledas från det latinska pojknamnet Milo, vilket betyder "barmhärtig soldat". På hebreiska betyder Milles "den efterlängtade". Den 8 april 2025 fanns det i Sverige 27 med förnamet Milles och 34 personer med efternamnet.

## Personer med efternamnet Milles
- Carl Milles, skulptör
- Evert Milles, arkitekt
- Gunnar Milles, journalist
- Olga Milles, porträttmålare
- Rolf Milles, ingenjör
- Ruth Milles, konstnär
- Stig Milles, ingenjör
- Svante Milles, radiojournalist
- Åke Milles, lärare och författare